# NGC 3269
NGC 3269 (również PGC 30945) – galaktyka spiralna z poprzeczką (SB0-a), znajdująca się w gwiazdozbiorze Pompy. Odkrył ją John Herschel 1 maja 1834 roku.